# روميريتو
خوليو سيزار روميرو "روميريتو (بالإسبانية: Julio César Romero)‏، من مواليد 28 أغسطس 1960 في ليكو في باراغواي، لاعب كرة قدم بارغوياني سابق، ويعتبر من أفضل اللاعبين في تاريخ الباراغواي، وقد اختاره بيليه في مارس 2004 ضمن قائمة أفضل 125 لاعب حي.
بدأ مسيرته الكروية في عام 1977 مع نادي سبورتيفو ليكوينو في باراغواي، ولعب معهم حتى عام 1980، وفي عام 1980 انتقل إلى نادي نيويورك كوزموس، ولعب معهم حتى عام 1983، وفي عام 1984 انتقل إلى نادي فلومينيزي، ولعب معهم حتى عام 1989، وفي عام 1989 انتقل إلى نادي برشلونة الإسباني، وفي عام 1990 لعب مع نادي بويبلا المكسيكي، وفي عام 1991 عاد إلى نادي سبورتيفو ليكوينو، ولعب في عام 1992 مع نادي أولمبيا أسونسيون، ولعب في عام 1995 مع نادي لاسيرينا في تشيلي، واختتم مسيرته الكروية مع نادي كلوب كيرو كورا بباراغواي في عام 1995.
و قد شارك مع منتخب باراغواي لكرة القدم في كأس العالم لكرة القدم 1986.

## روابط خارجية
- روميريتو على موقع الاتحاد الدولي (مؤرشف)  (الإنجليزية)
- روميريتو على موقع قاعدة بيانات كرة القدم.إي يو (الإنجليزية)
- روميريتو على موقع ناشيونال فوتبول تيمز (الإنجليزية)
- روميريتو على موقع Soccerway.com (الإنجليزية)